# معبد آيكن-دو زينرن-جي
معبد آيكن-دو زينرن-جي (永観堂禅林寺 Eikan-dō Zenrin-ji) هو أول معبد لفرع سيزن Seizan المنتمي للطائفة البوذية اليابانية «جودو شو» (الأرض الطاهرة)، ويقع المعبد في منطقة Sakyo-ko في كيوتو. أسّسه شينشو Shinshō، وهو تلميذ للراهب الياباني المشهور Kūkai، والمعبد معروف بتغير أوراق أشجاره في الخريف، كما يعتبر أيضا مركزا تعليميا.

## التسميات
يشار إلى المعبد عادة باسم آيكن-دو " Eikan-dō " (永 観 堂 ، «غرفة عرض الخلود» أو "قاعة اليوكان Yōkan  ") أو «Zenrin-ji زينرناجي» (禅林 寺 ، «معبد غابة الزن»). ولديه أيضا اسمان آخران. " (Shōju-raigō-san " (聖衆 来 迎 山 تُترجم تقريبًا كـ «جبل للعبور للذهاب إلى القديسين» بينما " (Muryōsu-in " (無量 寿 院 تعني تقريبًا «معبد الثروة غير المحدودة».

## التاريخ
يبدأ تاريخ المعبد عندما تطلع الراهب شينشو، تلميذ من كوكاي، لتأسيس معبد مخصص لعبادة غوتشي نيوراي، أو البوذات الخمسة للحكمة. سنة 853، استحوذ على منزل فوجيوارا نو سيكيو Fujiwara no Sekio لهذا الغرض رغم حظر بناء المعابد في كيوتو في ذلك الوقت، وبعد ذلك بعشر سنوات فقط، منح الإمبراطور سيوا الموافقة الإمبراطورية لتأسيس المعبد رسميًا. 

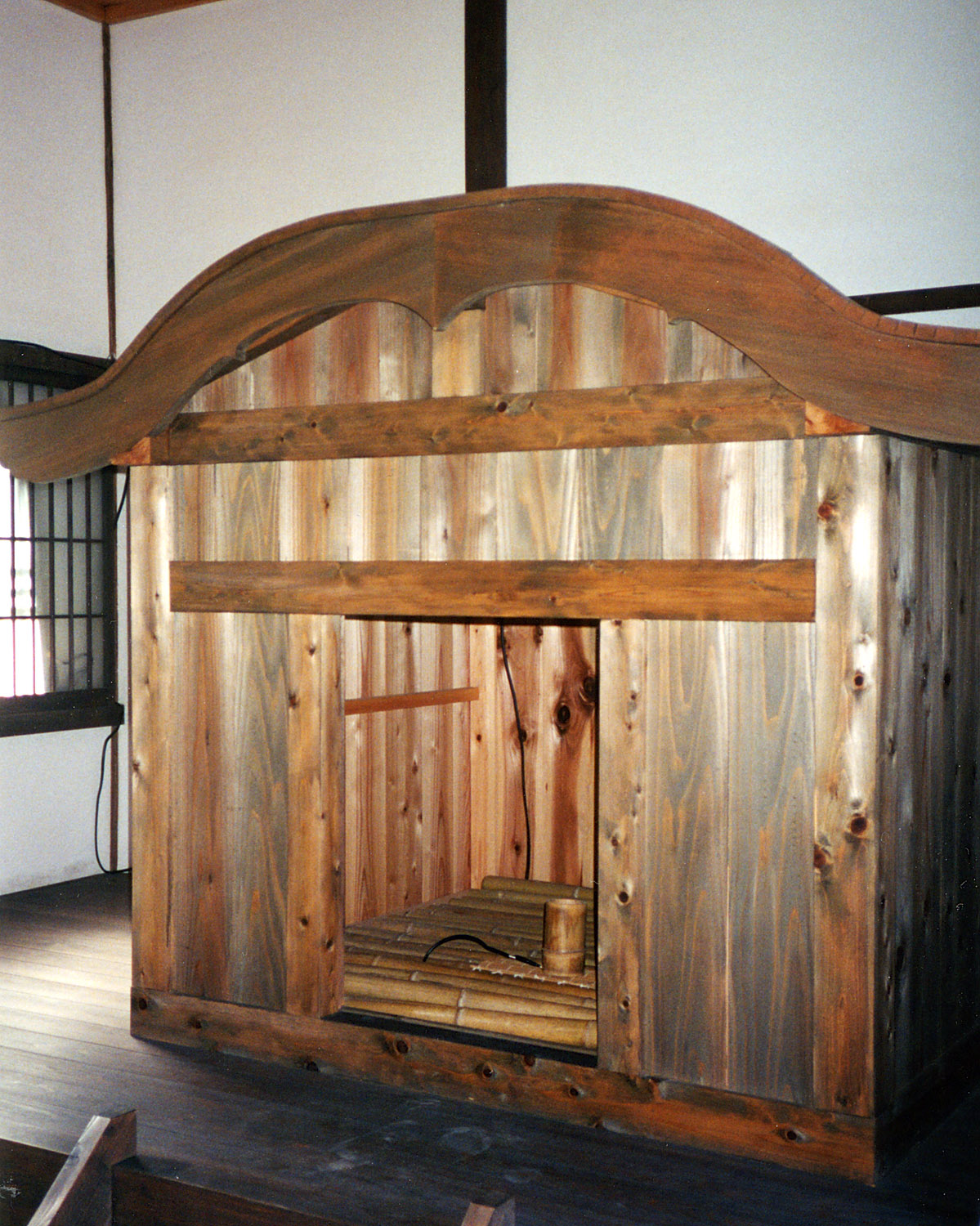
حمام مشابه للساونا الحديثة.

## الموقع

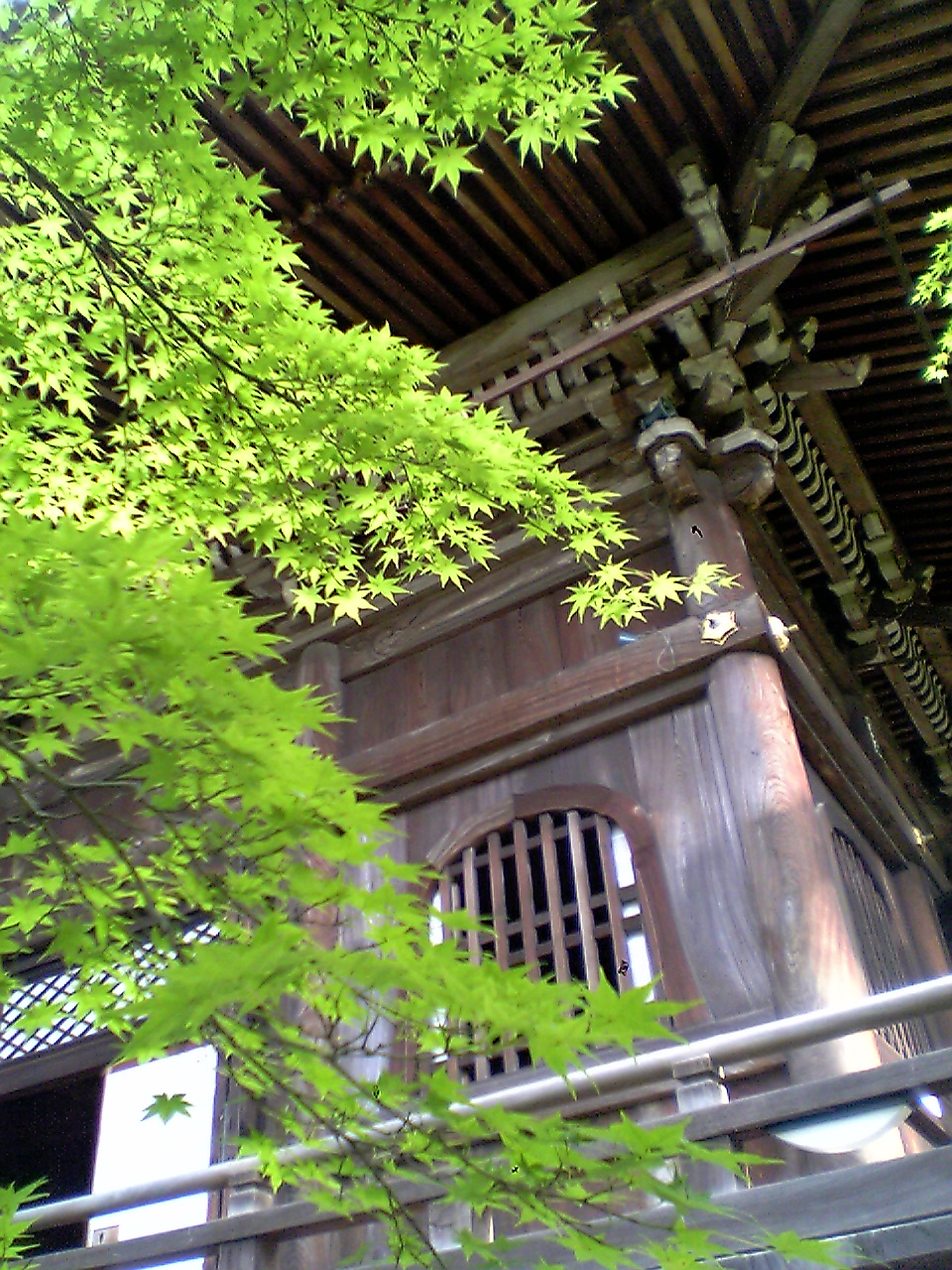
غرفة المؤسس

يقع المعبد بأكمله في جبل (هيغاشيما) شرق كيوتو، ومبانيه، التي معظمها متصلة بواسطة ممرات مغطاة وسلالم، منتشرة بين سلسلة من المرتفعات.

## الكنوز الوطنية

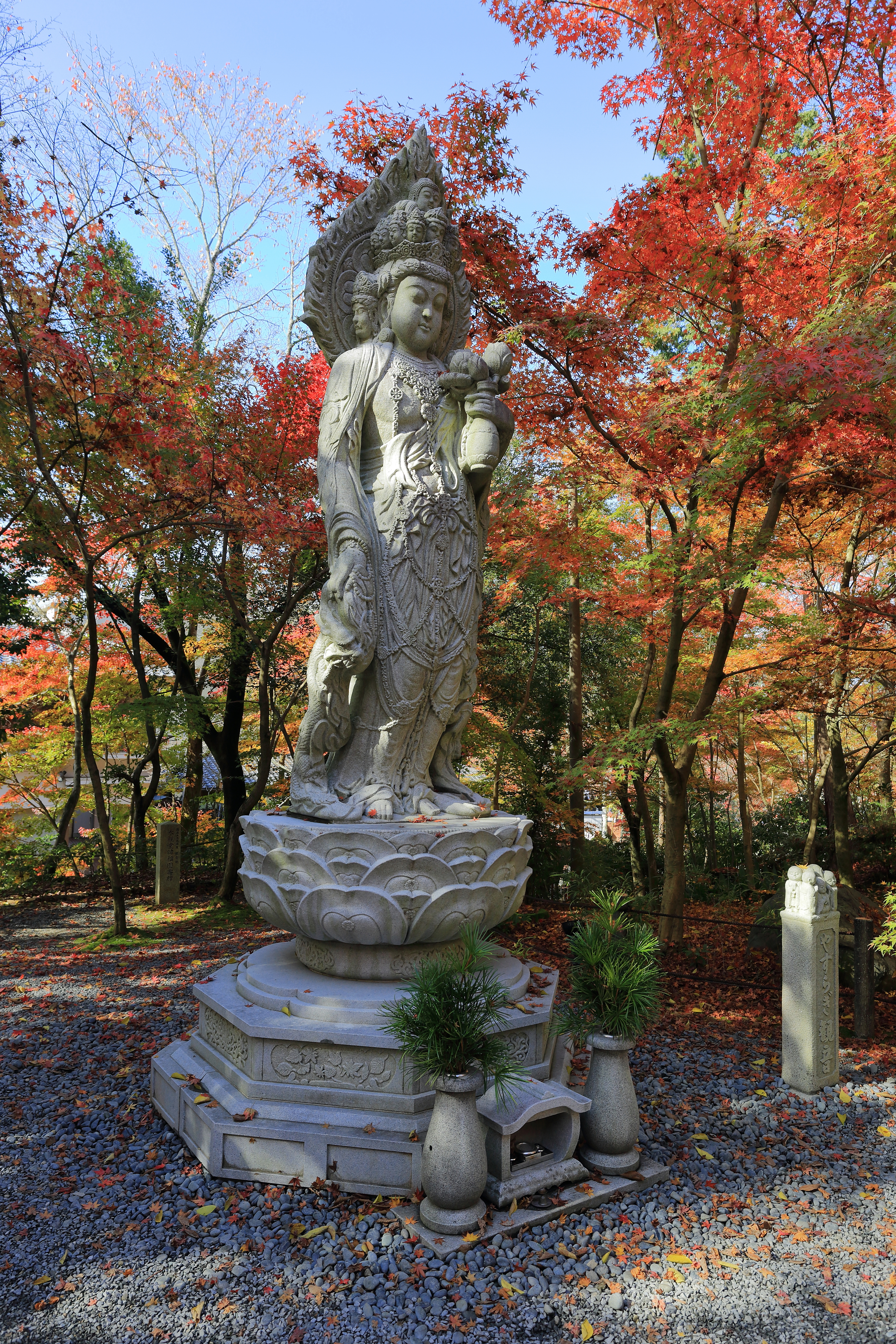
تاج الشرف العجلة الأمامية، نوفمبر 2016

بالإضافة إلى تمثال أميدا الشهير الذي تم تعيينه كملك ثقافي مهم من قبل الإدارة اليابانية في عام 1999، تم جمع عدد كبير من الكنوز الثقافية في الزنرن-جي تاهوتو Zenrin-ji tahōtō. وهي تتألف بشكل أساسي من لوحات لمجموعة متنوعة من الموضوعات البوذية، بما في ذلك صور لأميدا شاكياموني، وياكوشي نيوراي وبوذا بارينيرفانا. كما تم الحفاظ على لوحات كانو موتونوبو، توسا ميتسونوبو وهاسيجاوا توهاكو في المعبد.
اعتقد لفترة طويلة أن التمثال الخشبي لأميدا، الذي يبلغ ارتفاعه 77 سم، من عهد كاماكورا (1185-1333)، لكن يقدر الآن أنه تم تشكيله في وقت مبكر بقليل في القرن الثاني عشر. من فترة هييان (794-1185). حدث هذا التغيير في التأريخ للتمثال من خلال مقارنة منحوتات من عهد أسرة سونغ (960-1279) في مقاطعة سيتشوان والتي تظهر أوجه تشابه قوية في أسلوب التركيب والنحت.

### روابط خارجية
- الموقع الرسمي
 .
- الموقع الرسمي
 .
- خرائط جوجل